# Widderkopfbrunnen (Berlin-Wedding)

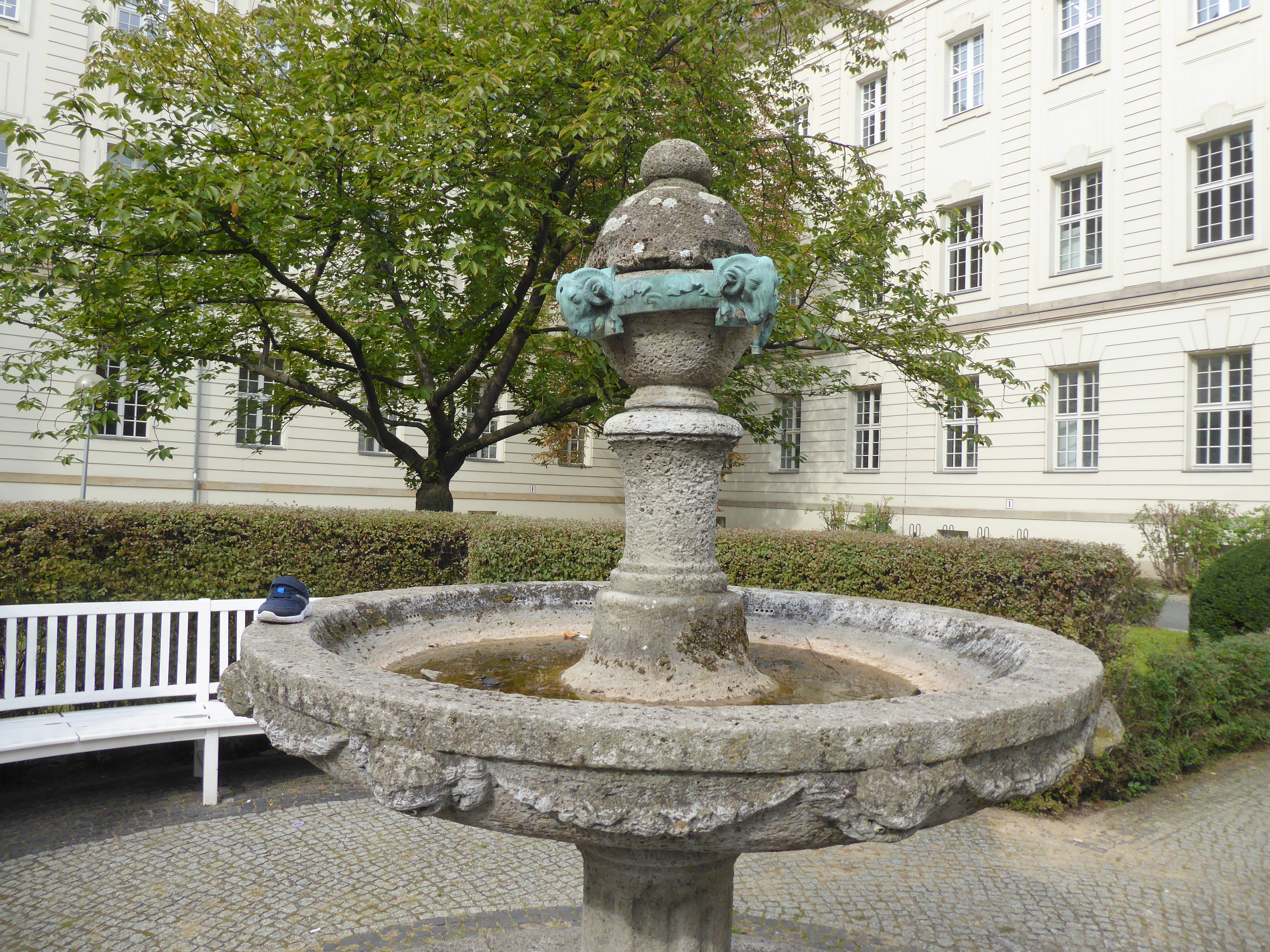
Widderkopfbrunnen

Der Widderkopfbrunnen befindet sich auf der Mittelallee im Rudolf-Virchow-Klinikum in Berlin-Wedding. Dort steht auch der 1899 von Georg Wrba geschaffene Seehundbrunnen. Die namensgebenden Widderköpfe befinden sich an einem urnenartigen Aufsatz auf der Brunnensäule. Das untere Brunnenbecken ist mit einem nur wenig über das Pflaster ragenden Rand eingefasst. Ein oberes Brunnenbecken ist mit Fratzen, aus deren Mündern Ausgüsse fließen, und Girlanden verziert. Während das meiste in Travertingestein gearbeitet ist, ist der Ring mit den Widderköpfen in Bronze gegossen. Auf den zwischen den Widderköpfen befindlichen Bandabschnitten ist eine fähnchenartige Verzierung zu sehen. An den herunterhängenden Mäulern der Widderköpfe lief einmal das Wasser herab.
Er ist verzeichnet auf der Liste der Brunnenanlagen im Berliner Bezirk Mitte.
Koordinaten: 52° 32′ 33,1″ N, 13° 20′ 50,3″ O